# Бермас, Виктор Кондратьевич
Виктор Кондратьевич Бермас (1927—2008) — советский работник авиационной промышленности, оператор металлургического завода, Герой Социалистического Труда.

## Биография
Родился 28 апреля 1927 года.
Окончив школу, служил с 1944 года в Красной армии, застав один год Великой Отечественной войны. Демобилизовавшись в 1953 году, приехал в Белую Калитву (Ростовская область) на строительство металлургического завода. Работал на прокладке железнодорожных путей к строившемуся заводу, был бригадиром, диспетчером, старшим оператором. Затем, окончив курсы прокатчиков, в 1956 году освоил первый прокатный стан на Белокалитвинском металлургическом заводе и возглавил бригаду. Был рационализатором, за достигнутые высокие результаты коллектив его бригады неоднократно заносился в Книгу Почета завода.
Жил в Белой Калитве. Умер 9 июля 2008 года.

## Награды
- Указом Президиума Верховного Совета СССР в 1971 году Бермасу Виктору Кондратьевичу присвоено звание Героя Социалистического Труда с вручением ордена Ленина и золотой медали «Серп и Молот».
- орден Трудового Красного Знамени
- медали
- Благодарность Главы администрации (Губернатора) Ростовской области (апрель 2007)[2]